# Dwight Powell
Dwight Powell, né le 20 juillet 1991 à Toronto au Canada, est un joueur canadien de basket-ball. Il évolue au poste de pivot.

## Biographie

### Carrière universitaire
En 2010, il rejoint le Cardinal de Stanford en NCAA.

### Carrière professionnelle

#### Celtics de Boston (juil. - déc. 2014)
Dwight est choisi en 45e place par les Hornets de Charlotte lors de la draft 2014 de la NBA.
Le 12 juillet 2014, les droits sur Powell sont transférés, en compagnie de Brendan Haywood, aux Cavaliers de Cleveland en échange de Scotty Hopson et une somme d'argent. Le 22 août 2014, il signe un contrat avec les Cavaliers.
Le 25 septembre 2014, Powell est transféré aux Celtics de Boston, avec John Lucas III, Erik Murphy, Malcolm Thomas, un second tour de draft 2016, un second tour de draft 2017 et une somme d'argent contre Keith Bogans, un second tour de draft 2017, un second tour de draft 2015 et une somme d'argent.
Entre le 9 novembre 2014 et le 11 décembre 2014, il est envoyé plusieurs fois en G-League pour jouer avec les Red Claws du Maine.

#### Mavericks de Dallas (depuis déc. 2014)
Le 18 décembre 2014, il est transféré, au côté de Rajon Rondo, aux Mavericks de Dallas en échange de Jameer Nelson, Brandan Wright, Jae Crowder, un premier et un second tour de draft.
Entre le 27 décembre 2014 et le 5 avril 2015, il est envoyé plusieurs fois en G-League chez les Legends du Texas.
Le 1er juillet 2019, il s'engage pour trois saisons supplémentaires avec les Mavericks de Dallas.

## Clubs successifs
- 2010-2014 :  Cardinal de Stanford (NCAA)
- 2014-2015 : 
  -  Celtics de Boston (NBA)
  -  Red Claws du Maine (D-League)
  -  Mavericks de Dallas (NBA)
  -  Legends du Texas (D-League)
- Depuis 2015 :  Mavericks de Dallas (NBA)

## Palmarès
- Troisième à la Coupe du monde 2023
- 2× First team All-Pac-12 (2013–2014)
- All-Pac-12 Most Improved Player of the Year (2013)
- NIT champion (2012)
- Pac-10 All-Freshman Team (2011)

## Statistiques
gras = ses meilleures performances

### Universitaires
Les statistiques en matchs universitaires de Dwight Powell sont les suivantes :
| Saison    | Équipe   | Matchs | Titul. | Min./m | % Tir | % 3pts | % LF | Rbds/m. | Pass/m. | Int/m. | Ctr/m. | Pts/m. |
| --------- | -------- | ------ | ------ | ------ | ----- | ------ | ---- | ------- | ------- | ------ | ------ | ------ |
| 2010-2011 | Stanford | 31     | 26     | 24,4   | 47,1  | 28,0   | 68,3 | 5,16    | 0,97    | 0,77   | 0,90   | 8,13   |
| 2011-2012 | Stanford | 35     | 10     | 17,5   | 45,6  | 05,9   | 70,5 | 4,51    | 0,74    | 0,80   | 0,60   | 5,77   |
| 2012-2013 | Stanford | 34     | 33     | 30,3   | 46,7  | 45,5   | 79,6 | 8,38    | 2,12    | 0,76   | 1,15   | 14,88  |
| 2013-2014 | Stanford | 36     | 36     | 32,4   | 46,2  | 25,6   | 68,7 | 6,86    | 3,08    | 1,28   | 0,83   | 14,03  |
| Total     | Total    | 136    | 105    | 26,2   | 46,4  | 28,9   | 72,2 | 6,25    | 1,76    | 0,91   | 0,97   | 10,77  |

### Professionnelles

#### Saison régulière NBA
| Saison    | Équipe | Matchs | Titul. | Min./m | % Tir | % 3pts | % LF | Rbds/m. | Pass/m. | Int/m. | Ctr/m. | Pts/m. |
| --------- | ------ | ------ | ------ | ------ | ----- | ------ | ---- | ------- | ------- | ------ | ------ | ------ |
| 2014-2015 | Boston | 5      | 0      | 1,8    | 80,0  | 00,0   | 50,0 | 0,20    | 0,00    | 0,40   | 0,00   | 1,80   |
| 2014-2015 | Dallas | 24     | 0      | 9,5    | 43,5  | 27,3   | 77,4 | 2,04    | 0,38    | 0,29   | 0,25   | 3,38   |
| 2015-2016 | Dallas | 69     | 2      | 14,4   | 49,3  | 12,5   | 73,9 | 3,96    | 0,64    | 0,52   | 0,35   | 5,78   |
| 2016-2017 | Dallas | 77     | 2      | 17,3   | 51,5  | 28,4   | 75,9 | 3,97    | 0,64    | 0,79   | 0,51   | 6,70   |
| 2017-2018 | Dallas | 79     | 24     | 21,2   | 59,3  | 33,3   | 71,9 | 5,62    | 1,15    | 0,85   | 0,41   | 8,49   |
| 2018-2019 | Dallas | 77     | 22     | 21,6   | 59,7  | 30,7   | 77,2 | 5,34    | 1,45    | 0,57   | 0,65   | 10,58  |
| 2019-2020 | Dallas | 40     | 37     | 26,5   | 63,8  | 25,6   | 66,7 | 5,67    | 1,48    | 0,88   | 0,53   | 9,40   |
| 2020-2021 | Dallas | 58     | 19     | 16,7   | 61,9  | 23,8   | 78,2 | 4,00    | 1,10    | 0,60   | 0,50   | 5,90   |
| 2021-2022 | Dallas | 82     | 71     | 21,9   | 67,1  | 35,1   | 78,3 | 4,90    | 1,20    | 0,50   | 0,50   | 8,70   |
| Total     | Total  | 511    | 179    | 19,0   | 58,5  | 29,6   | 75,1 | 4,60    | 1,00    | 0,50   | 0,50   | 7,70   |

Note : *Cette saison a été réduite de 82 à 66 matchs en raison du lock-out.

Dernière modification effectuée le 5 octobre 2022

#### Playoffs NBA
| Saison | Équipe | Matchs | Titul. | Min./m | % Tir | % 3pts | % LF | Rbds/m. | Pass/m. | Int/m. | Ctr/m. | Pts/m. |
| ------ | ------ | ------ | ------ | ------ | ----- | ------ | ---- | ------- | ------- | ------ | ------ | ------ |
| 2015   | Dallas | 2      | 0      | 1,3    | 0,0   | 00,0   | 0,0  | 0,50    | 0,50    | 0,00   | 0,00   | 0,00   |
| 2016   | Dallas | 4      | 0      | 16,0   | 47,4  | 00,0   | 54,5 | 4,25    | 1,00    | 0,25   | 0,00   | 6,00   |
| 2021   | Dallas | 7      | 0      | 7,4    | 87,5  | 00,0   | 83,3 | 1,90    | 0,90    | 0,30   | 0,00   | 2,70   |
| 2022   | Dallas | 18     | 18     | 13,8   | 62;9  | 00,0   | 60,9 | 2,60    | 0,20    | 0,20   | 0,30   | 3,20   |
| Total  | Total  | 31     | 18     | 11,9   | 60,3  | 0,0    | 62,5 | 2,50    | 0,50    | 0,20   | 0,20   | 3,30   |

Dernière modification effectuée le 5 octobre 2022

## Records sur une rencontre en NBA
Les records personnels de Dwight Powell en NBA sont les suivants, :
| Type de statistique        | Saison régulière | Saison régulière            | Saison régulière | Playoffs | Playoffs                  | Playoffs      |
| Type de statistique        | Record           | Adversaire                  | Date             | Record   | Adversaire                | Date          |
| -------------------------- | ---------------- | --------------------------- | ---------------- | -------- | ------------------------- | ------------- |
| Points                     | 26               | 2 fois                      | 2 fois           | 16       | @ Thunder d'Oklahoma City | 25 avril 2016 |
| Paniers marqués            | 11               | 2 fois                      | 2 fois           | 6        | @ Thunder d'Oklahoma City | 25 avril 2016 |
| Paniers tentés             | 15               | Spurs de San Antonio        | 12 mars 2019     | 8        | @ Thunder d'Oklahoma City | 16 avril 2016 |
| Paniers à 3 points réussis | 5                | @ Nets de Brooklyn          | 4 mars 2019      | -        | -                         | -             |
| Paniers à 3 points tentés  | 9                | @ Grizzlies de Memphis      | 12 avril 2017    | 1        | 3 fois                    | 3 fois        |
| Lancers francs réussis     | 9                | 2 fois                      | 2 fois           | 5        | @ Jazz de l'Utah          | 23 avril 2022 |
| Lancers francs tentés      | 11               | Kings de Sacramento         | 26 mars 2019     | 8        | @ Jazz de l'Utah          | 23 avril 2022 |
| Rebonds offensifs          | 8                | @ Jazz de l'Utah            | 6 février 2023   | 5        | @ Thunder d'Oklahoma City | 25 avril 2016 |
| Rebonds défensifs          | 12               | Pacers de l'Indiana         | 26 février 2018  | 5        | @ Jazz de l'Utah          | 23 avril 2022 |
| Rebonds totaux             | 16               | @ Jazz de l'Utah            | 6 février 2023   | 9        | @ Thunder d'Oklahoma City | 25 avril 2016 |
| Passes décisives           | 8                | @ Timberwolves du Minnesota | 16 mai 2021      | 3        | @ Thunder d'Oklahoma City | 25 avril 2016 |
| Interceptions              | 5                | 2 fois                      | 2 fois           | 1        | 6 fois                    | 6 fois        |
| Contres                    | 4                | 2 fois                      | 2 fois           | 2        | 2 fois                    | 2 fois        |
| Balles perdues             | 5                | @ Thunder d'Oklahoma City   | 31 mars 2019     | 2        | 4 fois                    | 4 fois        |
| Minutes jouées             | 39               | Spurs de San Antonio        | 12 mars 2019     | 28       | @ Thunder d'Oklahoma City | 25 avril 2016 |

- Double-double : 22
- Triple-double : 0

Dernière mise à jour : 28 décembre 2023